# ناتگلینید
ناتگلینید (انگلیسی: Nateglinide) دارویی برای درمان دیابت نوع ۲ است. ناتگلینید متعلق به گروه داروهای کاهنده قند خون مگلیتینید است.

## فارماکولوژی
ناتگلینید با تحریک آزادسازی انسولین از پانکراس، گلوکز خون را کاهش می دهد. این امر با بستن کانال‌های پتاسیم وابسته به ATP در غشای سلول‌های β به دست می‌آید. این امر سلول‌های β را دپولاریزه می‌کند و باعث می‌شود کانال‌های کلسیم دارای ولتاژ باز شوند. هجوم کلسیم حاصله باعث ادغام وزیکول های حاوی انسولین با غشای سلولی می شود و ترشح انسولین رخ می‌دهد.

## موارد منع مصرف
- حساسیت مفرط به ترکیب یا هر عنصر موجود در فرمولاسیون شناخته شده است.
- مبتلا به دیابت نوع ۱ (یعنی وابسته به انسولین)
- در کتواسیدوز دیابتی